# Promozione Toscana 1983-1984
Nella stagione 1983-1984 la Promozione era sesto livello del calcio italiano (il massimo livello regionale). Qui vi sono le statistiche relative al campionato in Toscana.
Il campionato è strutturato in vari gironi all'italiana su base regionale, gestiti dai Comitati Regionali di competenza. Promozioni alla categoria superiore e retrocessioni in quella inferiore non erano sempre omogenee; erano quantificate all'inizio del campionato dal Comitato Regionale secondo le direttive stabilite dalla Lega Nazionale Dilettanti, ma flessibili, in relazione al numero delle società retrocesse dal Campionato Interregionale e perciò, a seconda delle varie situazioni regionali, la fine del campionato poteva avere degli spareggi sia di promozione che di retrocessione.

## Girone A

### Squadre partecipanti
| Squadra                   | Città                      |
| ------------------------- | -------------------------- |
| A.C. Alabastri Volterra   | Volterra (PI)              |
| G.S. Armando Picchi       | Livorno (LI)               |
| U.S. Aullese              | Aulla (MS)                 |
| A.C. Bagni di Lucca       | Bagni di Lucca (LU)        |
| A.S. Camaiore             | Camaiore (LU)              |
| A.S. Certaldo             | Certaldo (FI)              |
| U.S. Forte dei Marmi      | Forte dei Marmi (LU)       |
| U.S. Lampo                | Lamporecchio (FI)          |
| U.S. Monsummano Calzature | Monsummano Terme (PT)      |
| U.S. Perignano            | Lari (Italia) (PI)         |
| U.S. Ponte a Moriano      | Lucca (LU)                 |
| G.S. Romagnano            | Massa (MS)                 |
| S.S. Staggia              | Staggia Senese (SI)        |
| G.S. Tuttocalzatura       | Castelfranco di Sotto (PI) |
| A.S. Vaianese             | Vaiano (PT)                |
| A.S. Venturina            | Venturina Terme (LI)       |

### Classifica finale
|  | Pos. | Squadra              | Pt | G  | V  | N  | P  | GF | GS | DR  |
|  | ---- | -------------------- | -- | -- | -- | -- | -- | -- | -- | --- |
|  | 1.   | Vaianese             | 39 | 30 | 14 | 11 | 5  | 44 | 24 | +20 |
|  | 2.   | Tuttocalzatura       | 39 | 30 | 15 | 9  | 6  | 35 | 19 | +16 |
|  | 3.   | Certaldo             | 36 | 30 | 9  | 18 | 3  | 27 | 13 | +14 |
|  | 4.   | Ponte a Moriano      | 35 | 30 | 12 | 11 | 7  | 32 | 27 | +5  |
|  | 4.   | Armando Picchi       | 35 | 30 | 10 | 15 | 5  | 30 | 21 | +9  |
|  | 6.   | Alabastri Volterra   | 32 | 30 | 11 | 10 | 9  | 30 | 24 | +6  |
|  | 7.   | Camaiore             | 31 | 30 | 10 | 11 | 9  | 33 | 27 | +6  |
|  | 7.   | Aullese              | 31 | 30 | 11 | 9  | 10 | 36 | 35 | +1  |
|  | 9.   | Forte dei Marmi      | 28 | 30 | 6  | 16 | 8  | 26 | 29 | -3  |
|  | 10.  | Staggia              | 27 | 30 | 7  | 13 | 10 | 30 | 37 | -7  |
|  | 11.  | Perignano            | 26 | 30 | 5  | 16 | 9  | 31 | 32 | -1  |
|  | 11.  | Lampo                | 26 | 30 | 5  | 16 | 9  | 25 | 32 | -7  |
|  | 11.  | Venturina            | 26 | 30 | 7  | 12 | 11 | 28 | 38 | -10 |
|  | 14.  | Bagni di Lucca       | 26 | 30 | 4  | 18 | 8  | 22 | 27 | -5  |
|  | 15.  | Romagnano            | 23 | 30 | 4  | 15 | 11 | 21 | 42 | -21 |
|  | 16.  | Monsummano Calzature | 20 | 30 | 6  | 8  | 16 | 20 | 42 | -22 |

### Spareggio 1.posto
- a Forte dei Marmi 13-05-1984 Vaianese-Tuttocalzatura 4-3 (d.t.s.)
- Il Bagni di Lucca retrocede in Prima Categoria per la peggiore classifica avulsa.
- L'Aullese rinuncia alla Promozione: ripartirà dai campionati provinciali per ritornare in Promozione nella stagione 1990-91.

## Girone B

### Squadre partecipanti
| Squadra                   | Città                           |
| ------------------------- | ------------------------------- |
| U.S. Antella              | Bagno a Ripoli (FI)             |
| S.S. Argentario           | Porto Santo Stefano (GR)        |
| A.S. Big Blu Castellina   | Castellina in Chianti (FI)      |
| U.S. Castiglionese        | Castiglion Fiorentino (AR)      |
| A.S. Figline              | Figline Valdarno (FI)           |
| A.C. Foiano               | Foiano della Chiana (AR)        |
| U.S. Grassina             | Grassina (FI)                   |
| A.S. Impruneta            | Impruneta (FI)                  |
| U.S. Orbetello            | Orbetello (GR)                  |
| U.S. Pontassieve          | Pontassieve (FI)                |
| Pol. Pratovecchio         | Pratovecchio (AR)               |
| S.C. Resco Reggello       | Reggello (FI)                   |
| A.C. Sangiovannese S.r.l. | San Giovanni Valdarno (AR)      |
| U.S. Sansovino            | Monte San Savino (AR)           |
| Pol. Subbiano             | Subbiano (AR)                   |
| U.S. Tegoleto             | Civitella in Val di Chiana (AR) |

### Classifica finale
|  | Pos. | Squadra            | Pt | G  | V  | N  | P  | GF | GS | DR  |
|  | ---- | ------------------ | -- | -- | -- | -- | -- | -- | -- | --- |
|  | 1.   | Big Blu Castellina | 44 | 30 | 16 | 12 | 2  | 33 | 13 | +20 |
|  | 2.   | Impruneta          | 42 | 30 | 16 | 10 | 4  | 39 | 22 | +17 |
|  | 3.   | Sangiovannese      | 40 | 30 | 14 | 12 | 4  | 28 | 19 | +9  |
|  | 4.   | Grassina           | 33 | 30 | 12 | 9  | 9  | 20 | 21 | -1  |
|  | 5.   | Sansovino          | 32 | 30 | 11 | 10 | 9  | 27 | 21 | +6  |
|  | 6.   | Figline            | 30 | 30 | 10 | 10 | 10 | 30 | 25 | +5  |
|  | 7.   | Tegoleto           | 29 | 30 | 8  | 13 | 9  | 30 | 34 | -4  |
|  | 7.   | Antella            | 29 | 30 | 8  | 13 | 9  | 25 | 25 | 0   |
|  | 7.   | Castiglionese      | 29 | 30 | 9  | 11 | 10 | 24 | 25 | -1  |
|  | 7.   | Foiano             | 29 | 30 | 9  | 11 | 10 | 26 | 31 | -5  |
|  | 11.  | Pratovecchio       | 28 | 30 | 10 | 8  | 12 | 33 | 28 | +5  |
|  | 11.  | Argentario         | 28 | 30 | 8  | 12 | 10 | 23 | 25 | -2  |
|  | 11.  | Pontassieve        | 28 | 30 | 7  | 14 | 9  | 18 | 23 | -5  |
|  | 14.  | Subbiano           | 25 | 30 | 9  | 7  | 14 | 26 | 31 | -5  |
|  | 15.  | Resco Reggello     | 18 | 30 | 5  | 8  | 17 | 17 | 35 | -18 |
|  | 16.  | Orbetello          | 16 | 30 | 4  | 8  | 18 | 27 | 48 | -21 |

- Orbetello retrocesso in Prima Categoria, è stato poi riammesso in Promozione.